# Уменьшительное имя
Уменьши́тельное и́мя или ласка́тельное и́мя (так как ряд этих имён содержат увеличительные суффиксы, употребителен также термин греческого происхождения гипокористическое имя, гипокористика — от др.-греч. ὑποκορίζομαι «лепетать, как ребёнок; ласкательно называть») — неофициальный, образованный при помощи тех или иных словообразовательных средств вариант личного имени. Чаще всего уменьшенное личное имя используется в обиходе, неформальной или дружеской обстановке. Используется для удобства в общении между достаточно знакомыми между собой людьми, как ласковое обращение (в том числе к детям), а также в качестве грубовато-фамильярных вариантов имён. В лингвистической литературе термины «гипокористическое имя» и «диминутив» некоторыми специалистами употребляются как синонимы, другими же — как различные термины.
Пример нейтрального неформального имени (без других функций):
- Александр и Александра — Саша, Шурик, Алик, Шура, Аля
- Алексей — Алёша, Лёша, Алик
- Анастасия — Настя, Ася, Стася
- Анна — Аня
- Георгий — Гога, Гоша, Го́ра, Жора
- Дмитрий — Дима, Митя
- Елена — Лена
- Елизавета — Лиза
- Константин — Костя
- Лидия — Лида
- Лилия — Лиля
- Наталья — Наташа
- Юрий — Юра

Аналогичные примеры для английских имен:
- Джон (англ. John) и Джоанна (англ. Joan) — Джо́нни (англ. Johnny, Johnnie)
- Джеймс (англ. James) — Джимми (англ. Jimmy), Джим (англ. Jim)
- Уильям (англ. William) — Билл (англ. Bill), Билли (англ. Billy), Вилли (англ. Willie, Willy), Уилл (англ. Will).
- Теодор (англ. Theodore) — Тедди (англ. Teddy), Тед (англ. Ted)

Пример грубовато-фамильярного либо дружеского употребления имени:
- Дмитрий — Димка, Димон, Митька, Митяй, Митюха
- Елена — Ленка.
- Константин — Костян

Пример уменьшительно-ласкательного обращения по имени:
- Дмитрий — Димочка, Митенька, Митюшка, Митюшенька
- Елена — Леночка, Еленчик
- Константин — Костик, Костенька

В Средневековье гипокористические имена широко употреблялись применительно к знати и власть предержащим, и в этом не было этических проблем: так, новгородские посадники по имени Пётр, Мирослав, Микула упоминались в летописях как Петрило, Мирошка, Микулка; средневековые итальянские аристократы могли называться не Пьетро, а Петруччо, не Джорджо, а Джорджоне и т. п.
В позднем русском Средневековье и в XVII веке уменьшительные (Ивашка; а у священников и увеличительные, как Иванище) гипокористики использовались с целью уничижения перед вышестоящим (см. полуимя). Эта практика была отменена Петром Великим.
С XX века в ряде стран (особенно в США, в меньшей степени в Великобритании, Германии) всё более заметна тенденция, когда не только в обиходе, но даже и в официальных упоминаниях гипокористическая форма имени вытесняет полную форму: Джимми Картер вместо Джеймс Картер, Ал Гор вместо Альберт Гор, Бобби Фишер вместо Роберт Фишер, Рафа Бенитес вместо Рафаэль Бенитес. Довольно часто уменьшительное имя, в том числе и иноязычное, даётся ребёнку как официальное: Саша Барон Коэн (а не Александр Барон Коэн), Фриц Фукс (а не Фридрих Фукс), и т. п.
Не все уменьшительные имена чётко привязаны к полным, официальным. Одно и то же уменьшительное имя может относиться к нескольким полным. Так, Кешей могут называть Викентия и Иннокентия, Аликом — Александра, Алексея и Альберта, Алей — Александру, Алевтину, Алину, Алису и Альбину, а Элей — Эльвиру, Эльмиру и Элеонору. Кроме того, уменьшительное имя, ранее относившееся к одному полному, позже может начать относиться к другому. Так, в Российской империи уменьшительным именем Лиля называли Елизавету и Лидию (имя Лилия не использовалось в качестве официального, поскольку его нет в православных святцах). Асей в современном русском языке называют Анастасию, в то время как главную героиню одноимённой повести И. С. Тургенева зовут Анна.